# Sándor Prokopp
Sándor Prokopp (Košice, Imperi Austrohongarès, 7 de maig de 1887 – Budapest, 4 de novembre de 1964) va ser un tirador hongarès que va competir a començaments del segle xx. Va prendre part en tres edicions dels Jocs Olímpics, el 1908, 1912 i 1924.
El 1908, als Jocs de Londres fou 43è en la competició de rifle lliure, 300 metres tres posicions. El 1912, a Estocolm, va guanyar la medalla d'or en la competició de rifle militar, 3 posicions. El 1924 va disputar tres proves del programa de tir, però en cap d'elles aconseguí quedar entre els 50 primers.